# Scutpelecopsis
Genre
Scutpelecopsis est un genre d'araignées aranéomorphes de la famille des Linyphiidae.

## Distribution
Les espèces de ce genre se rencontrent en Europe du Sud et au Moyen-Orient.

## Liste des espèces
Selon World Spider Catalog (version 16.5, 27/11/2015) :
- Scutpelecopsis krausi (Wunderlich, 1980)
- Scutpelecopsis loricata Duma & Tanasevitch, 2011
- Scutpelecopsis media Wunderlich, 2011
- Scutpelecopsis procer Wunderlich, 2011
- Scutpelecopsis wunderlichi Marusik & Gnelitsa, 2009

## Publication originale
- Marusik & Gnelitsa, 2009 : Description of a new genus of spiders from the eastern Mediterranean and the most armored erigonid species from the western Caucasus (Aranei: Linyphiidae: Erigoninae). Arthropoda Selecta, vol. 18, no 1/2, p. 57-68 (texte intégral).